# La Matinée
La Matinée es una película documental uruguaya del año 2007 dirigida y producida por Sebastián Bednarik y Andrés Varela. La película muestra el reencuentro de "La Matinée" una murga de veteranos que se reencuentra tras años sin salir en carnaval.

## Ficha técnica
- Coral Cine en coproducción con diezcatorce.
- Productores Asociados Andrés Varela
- Con la participación de HTV3 Hernán Tajam- Buencine
- Proyecto: Marcelo Keoroglián, Edú Lombardo, Edén Iturrióz, Sebastián Bednarik.
- Idea original: Marcel Keoroglián. Producción Ejecutiva: Sebastián Bednarik.
- Asistente de producción ejecutiva: Lucía Gaviglio
- Directores de producción: Danny Jokas, Lucía Gaviglio
- Asistente de producción: Lucía Sánchez
- Fotografía: Pedro Luque
- Asistente de cámara: Martín Cuinat
- Gráficos: Julia Castagno
- Música original: Edú Lombardo, Hugo Fattoruso
- Sonido: Andrés Gómez-Andrés Nudelman
- Postproducción de sonido: Daniel Yafalián
- Asistentes de dirección: Pablo Banchero, Federico Sosa.
- Editor: Pablo Banchero
- Guion y dirección: Sebastián Bednarik

## Premios
- 2007, Fipresci Uruguay: Premio Revelación.
- 2007, Fipresci Uruguay: Mejor Documental.